# Coordinación (gramática)
La coordinación o parataxis es, junto a la subordinación y la yuxtaposición, uno de los tres procedimientos de que se vale el lenguaje para unir dos oraciones. También puede haber coordinación entre sintagmas o entre proposiciones.

## Características
A diferencia de la manera recíproca de la yuxtaposición, la coordinación no utiliza pausas representadas en la ortografía por puntos, comas y otros signos ortográficos, sino que utiliza nexos y, a diferencia de la subordinación, una de las proposiciones no domina sobre la otra y posee una jerarquía superior, sino que ambas proposiciones poseen tan similar importancia que son, de hecho, intercambiables sin que se modifique en absoluto el significado global de la oración compuesta que forman. Por ejemplo, si decimos en español:
Guillermo lava (y, o) María cocina
Decimos exactamente lo mismo que si invertimos el orden de las proposiciones:
María cocina (y, o) Guillermo lava.
Además, las proposiciones coordinadas poseen cierta autonomía, de forma que si se separan, ambas poseen sentido completo, lo cual no sucede en el caso de las proposiciones subordinadas:
Guillermo lava.

## Compatibilidad semántica
No todas las proposiciones pueden coordinarse de manera lógica, incluso teniendo el mismo sujeto y el mismo verbo. Para que la coordinación sea lógicamente posible, es necesario que las proposiciones:
- Sean compatibles, esto es, que no se excluyan. No tiene mucho sentido decir "Manuel duerme mucho y padece insomnio".
- Sean coherentes, esto es, puedan responder a la misma pregunta; "Luis es rubio y es concejal" es incoherente porque las oraciones responden a preguntas diferentes.
- En el caso de las proposiciones disyuntivas, que exista alternativa entre ellas: en principio no tiene lógica decir "¿naciste en Venezuela o en una clínica?"

No obstante, pueden darse condiciones pragmáticas que hagan que una frase sin un sentido lógico habitual, sí tenga significado dentro de un contexto muy específico.

## Tipología de oraciones coordinadas en español
Existen distintos tipos de proposiciones coordinadas. En español se distinguen habitualmente las copulativas, las disyuntivas, las adversativas, las distributivas y las explicativas.

### Coordinación copulativa
La coordinación copulativa es la que enlaza elementos por simple adición, sin ninguna otra connotación en principio. Ej: y, e, ni...

### Coordinación disyuntiva
Es aquella que expresa alternativas, fundamentalmente de dos tipos:
- Las que se excluyen entre sí o disyuntivas exclusivas: ¿Vienes o te quedas?
- Las que no se excluyen entre sí o disyuntivas inclusivas: ¿Estudias o trabajas? (Quien responde puede estudiar o trabajar, pero también hacer las dos cosas; en el caso de ¿vienes o te quedas? la elección determina la exclusión necesaria de la otra alternativa).

Sus nexos son o, u. Las disyuntivas exclusivas pueden anteponer o también a la primera proposición para reforzar el carácter exclusivo de la elección: "[O] vienes o te quedas". En algunos idiomas hay nexos específicos para distinguir disyuntivas exclusivas y no exclusivas.

### Coordinación adversativa
La coordinación adversativa tiene lugar cuando una proposición corrige a la otra. Sus nexos son: pero, mas, aunque, sin embargo, no obstante, antes, antes bien, por lo demás, sino que, con todo, más bien.
Ejemplo: 
Sí lo sé, pero no lo digo.

### Coordinación distributiva
Es aquella en la cual se reparten acciones en diversos momentos: Ya lava, ya plancha, ya friega.... Utiliza nexos discontinuos como ya... ya; ora... ora; bien... bien; tan pronto como y otros parecidos.

### Coordinación explicativa
Es aquella en la cual se dice lo mismo de formas diferentes: Estiró la pata, esto es, se murió. Utiliza nexos que van entre comas, como o sea, es decir, esto es, id est (abreviado i. e.), mejor dicho.

### Coordinación consecutiva
Se presenta siempre en un orden fijo. Primero causa y luego la consecuencia: Estaba enfermo, por eso fui al médico.
- Datos: Q2630879